# Marco Di Vaio
Marco Di Vaio (Roma, 15 de julho de 1976) é um ex-futebolista italiano que atuava como atacante. Seu ultimo clube na carreira foi o Montreal Impact, do Canadá.
Di Vaio teve como melhores fases na carreira na suas passagens por Salerminatana, Parma e Bologna, sendo entre 2001 e 2004 convocado em 14 jogos marcando 2 gols.